# 荷兰人列表
荷兰人按职业分类，可以从以下各列表中查询。
- 荷兰总理列表（英语：List of Prime Ministers of the Netherlands）
- 荷兰君主列表
- 荷兰总统列表
- 荷兰作家列表
- 荷兰建筑师列表（英语：List of Dutch architects）
- 荷兰诗人列表（英语：List of Dutch poets）
- 荷兰音乐家列表（英语：List of Dutch musicians）
  - 荷兰作曲家列表（英语：List of Dutch composers）
- 荷兰画家列表（英语：List of Dutch painters）
- 荷兰电影导演列表
- 荷兰海军英雄列表（英语：List of Dutch naval heroes）

|  | 本条目是人物相关列表索引。 |